# Adesmia medinae
Adesmia medinae es una especie de planta floral del género Adesmia, categorizada en la tribu Dalbergieae, de la familia Fabaceae.

## Distribución
Especie nativa de Chile. Crece en el bioma subtropical.

## Taxonomía
Fue descrita por (Reiche) E.A.Ulbarri y publicada en Darwiniana 24: 270 (1982).